# 河北大学宋史研究中心

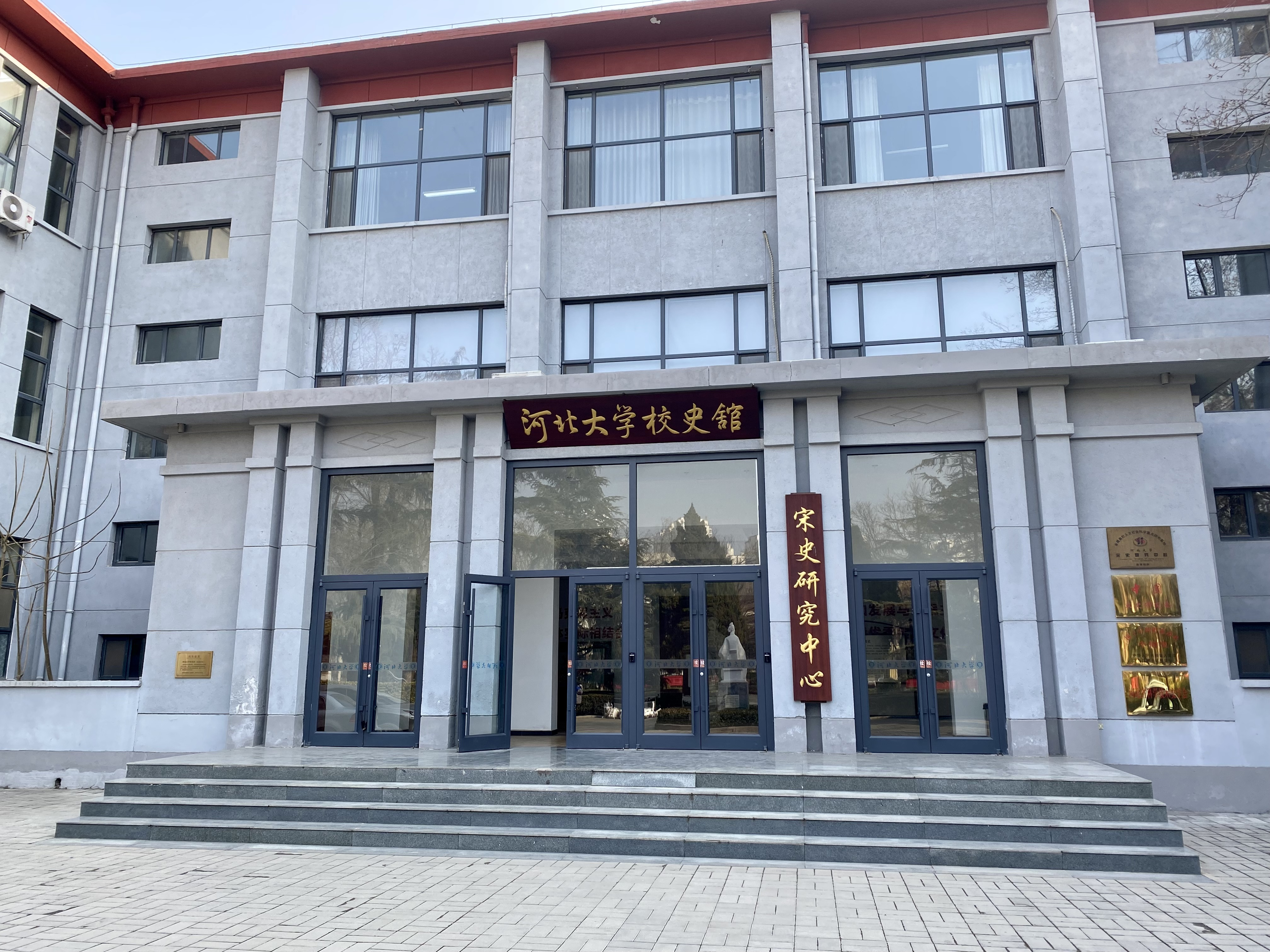
河北大学宋史研究中心

河北大学宋史研究中心是河北大学的一个独立建制的以史学研究为主的研究教学单位，位于中国河北省保定市。中心成立于1982年，由历史学家漆侠先生创建。中心主要从事宋辽夏金史、中国古代经济史、中国古代思想文化史、中国古代政法史、历史文献学的研究和学生培养工作，招收硕士和博士研究生。学术期刊《宋史研究论丛》为CSSCI来源集刊。中国宋史研究会秘书处常设在河北大学宋史研究中心。

## 主要成果
- 《宋史研究丛书》
- 《宋史研究论丛》（CSSCI来源集刊）
- 《漆侠全集》
- 《辽宋西夏金代通史》
- 《河北大学历史学丛书》